# Olof von Dalin
Olof von Dalin (hette före adlandet först Dahlin, sedan Dalin), född 29 augusti 1708 i Vinbergs församlings prästgård i Halland, död 12 augusti 1763 på Drottningholms slott, var en svensk skald, prosaskriftställare och hävdatecknare. I och med tidskriften Then Swänska Argus som han grundade anses den yngre nysvenska perioden ta sin början.

## Biografi

### Olof von Dalins bakgrund och uppväxt
Både på fädernet och mödernet härstammade han från gamla prästsläkter. Året efter hans födelse, 1709, avled hans far, som var kyrkoherde i Vinberg, och efterlämnande änka och fyra barn. Fadern hade tagit namnet från sin hemort, Dalstorps socken i Älvsborgs län. Det dröjde inte länge innan änkan enligt tidens sed gifte om sig med efterträdaren, kyrkoherde Severin Bökman.
Det visade sig snart att Olof var ett ovanligt begåvat barn, och särskilt hade han ovanliga anlag som poet och tecknare. Styvfadern handledde honom själv i hans första studier.
Vid 13 års ålder sändes Dalin till Lunds universitet, där dels läkaren Kilian Stobæus, dels filosofen Andreas Rydelius, tog hand om honom. Efter att först ha sysselsatt sig med medicin övergav Dalin det studievalet och ägnade sig åt humaniora. Där blev Rydelius hans handledare, och utövade också inflytande på Dalins andliga läggning.

### Flytten till Stockholm
År 1727 kom Dalin till Stockholm, där han på Rydelius rekommendation anställdes som informator hos kammarrådet Claes Rålamb. Så småningom blev han välkommen hos flera av Stockholms förnäma familjer, bland annat hos presidenten Conrad Ribbing. Dalin skrev poesi avsedd för dessa kretsar, liksom för det 1732 stiftade riddarsällskapet "Awazu och Wallasis". Ordensmästare för "Awazu och Wallasis" var Olof von Dalins bäste vän Carl Fredrik Piper. År 1731 blev Dalin extraordinarie kanslist i Riksarkivet, och 1732 fick han kanslisttjänst vid Kanslikollegium. En del av sin lediga tid använde han till historisk forskning.

### Then Swänska Argus

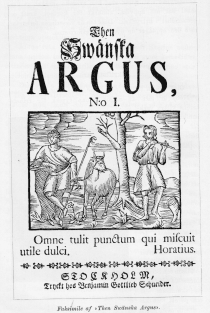

I december 1732 utkom anonymt hos boktryckaren B. Schneider första numret av Then Swänska Argus, Dalins moralisk-satiriska veckoskrift. Förebilder till "Argus" var Richard Steeles och Joseph Addisons engelska tidskrifter, framför allt The Spectator, vilka också efterbildats och översatts i "Argus" svenska föregångare, den av Carl och Edvard Carleson 1730–1731 utgivna Sedelärande Mercurius. Även "Argus" använde översatt material, från Spectator och i än högre grad den holländsk-franska kopian Le Misantrope. Härifrån hämtades vissa typiska figurer: soldaten Hiertskott, hovmannen Ehrenmenuet med flera. Nytt på svenska var att man kunde läsa om vanliga personer, som talade om vanliga problem på vardagsspråk, liksom politisk satir i sagoform. En annan nyhet var brev i tryck. Breven utgör dels en litterär berättarform, där Dalins talang för satir kommer till sin fulla rätt, dels en form för (faktiska eller påhittade) läsare att yttra sig.
"Argus" var en medelvägspublikation, som angrep vad Dalin upplevde som tidens motsatta brister: å ena sidan pedanteriet, å andra sidan stoltserandet och flärden. I politiska ämnen var Dalin av nödvändighet rätt reserverad, men i den ekonomiska politiken framträdde han som merkantilist och fabriksskyddare. Hans sympatier lutade åt den "unga adeln" och han stod en del av de "missnöjda", det gryende hattpartiet, nära. 
I mars 1733 blev tidningen trots sin försiktighet förbjuden av Kanslikollegium med anledning av vissa angrepp mot religionen, staten och allmänna sedligheten, särskilt talet om gamla och nya adeln. Förbudet upphävdes fyra dagar senare av kanslipresidenten Arvid Horn, möjligen efter påverkan från hovet – Ulrika Eleonora uppskattade tidskriften. 
Stor nyfikenhet rådde i fråga om författarens namn. En gissning var, att ordet "Argus" utgjorde ett akrostikon av medarbetarnas namn (det skulle då kunna stå för: Abrahamson, Rosenadler, Gyllenborg, Wilde och Stiernman). Rikets ständer, den dåtida ståndsriksdagen, hade vid riksdagen 1734 rekommenderat till regeringen "en obekant auctor, som under namn av Argus med utgivne skrifter både förnöjt och tjent publicum", dock inte utan motstånd i präst- och bondestånden. Först 1735 blev det allmänt bekant, att Dalin var identisk med den allmänt beundrade, "kvicke och lärde Herr Argus". Vid denna tid presenterades han av Rålamb för kungen och drottningen, som belönade honom med dyrbara gåvor. Närvarade var även barndomsvännen baronessa Stina Virding. 1737 blev Dalin, tack vare ståndsriksdagens rekommendation och kungens välvilja, befordrad till kunglig bibliotekarie, och 1738 års riksdag beviljade honom extra lön.

### 1730-talet, mångsysslaren Dalin
Under 1730-talet fortsatte Dalin sin verksamhet inom skilda områden. Bland hans produktion från 1730-talet märks särskilt hans minnessång över Conrad Ribbing, den stora dikt han tillägnade Carl Gustaf Tessin i dennes egenskap av lantmarskalk vid 1738 års riksdag under titeln Tankar över oväldigheten, samt den av Boileau påverkade satiren Aprilverk om vår härliga tid (1737). Han var också en av de tidigt invalda ledamöterna av Kungliga Vetenskapsakademien.
Dessutom diktade han visor, stundtals herdevisor med satirisk eller erotisk anstrykning. Bland de herdedikter, som avgjort tillhör denna tid, märks dikten om Celadon, som yvs över den funna skatten, vilken visar sig vara fyra fyrkar, sjungen på samma melodi, som sedan upptogs i Sinclairvisan, samt kärleksvisan Philemon och Camilla till värmlandsvisans melodi. I andra dikter hämtade Dalin inspiration från folkvisorna. Dessutom skrev Dalin sällskaps- och ordenspoesi, såväl allvarliga som skämtsamma dikter. 
Dalin togs i anspråk för den år 1737 nyinrättade Kungliga svenska skådeplatsen. Han författade för denna scen en prosakomedi, Den avundsjuke (1738), som närmast liknar Holbergs stil. Samma år skrev han även sorgespelet Brynilda på alexandriner, Sveriges första betydande tragedi i den fransk-klassiska stilen. Ämnet är hämtat ur de fornnordiska och forntyska sagorna om Sigurd Fafnesbane, omarbetat efter den franska tragedin. Närmast liknar stycket Jean Racines Andromaque som sedan 1723 fanns i svensk översättning. Dalin påbörjade senare ett annat sorgespel, Cato, vars stil närmast tyder på inflytande från François Voltaire; det förblev ofärdigt.
Dalin fortsatte även skriva prosa. Hans Tankar över kritiken utgör ett försvar för den ärliga satiren, närmast kritik "i betydelse av granskning utav moraliska lyten". I prosasatirerna Arngrim Bersärks förträffeliga tankar om ett fynd i jorden och Brevväxlingen mellan Ragvald Pik och herr Silfverspasserklinga angrep Dalin rudbeckianerna och det han upplevde som den snobbiga språkuppblandningen.

### Resan till Paris 1739
År 1739 begav sig Dalin på en utländsk resa tillsammans med sin förre lärjunge Hans Gustaf Rålamb. Resan gick över Danmark, Hamburg och Nederländerna till Paris, där han vistades ett halvt år. Tessin, som då var svensk ambassadör där, introducerade Dalin i Parissocieteten och lärda Pariskretsar, särskilt historikernas, bland vilka Rollin utövade inflytande på hans senare verksamhet. Under Paristiden kom han i en filosofisk strid med friherre Carl Gustaf Cederhielm och växlade på alexandriner en stridsskrift med honom om egennyttan som moralens drivfjäder.

### Sagan om hästen
Efter hemkomsten sommaren 1740 fortsatte Dalin att författa. Det märks att han tagit intryck av den samtida franska poesien, av Voltaires diktning och av den eleganta världens poésies fugitives, framför allt den politiskt satiriska visdikten. Bland dem märks den politiskt historiska Sagan om hästen, som skildrar Sveriges öden sedan Kalmarunionens dagar. Sverige framställs under bilden av en häst, den stackars Grålle, vars olika ryttare betecknar de svenska kungarna. Sagan, som är påverkad av Jonathan Swifts A Tale of a Tub, blev föregångare till en mängd liknande politiska prosadikter.

### Den politiske Dalin
Dalin, som tidigare stått de unga hattarna nära och som under tiden före kriget såsom awazubroder propagerat för Karl XII hos svenska folket, verkar efter hemkomsten ha varit en persona ingrata hos det krigslystna hattpartiet. Hans agenda var nu snarast partilös, men med lutning åt mössorna. Hans tidsdikter under kriget är allt annat än hattvänliga. Flera små satiriskpolitiska poem om tronföljarvalet, dalupproret 1743 och partistriderna röjer ett inflytande från fransk chanson- och epigramdikt. Kämpavisan med det ironiska omkvädet "men hatten är krönt med lager, seger och ära" påbörjades först under 1738 års riksdag som stöd för hattarna, men utvidgades efter kriget, då omkvädet blev ironiskt.
En annan tidsdikt var den märkliga Svenska friheten (1742), som med orätt uppfattats såsom "rimmad hattpolitik"; den är klart inte påverkad av hattpartiets åskådningssätt; den är för frihetsidealen, men riktar sin udd mot partisplittringen. Denna dikt, som för framtiden var det mest betydande av Dalins skaldestycken och som blev i mycket högre grad än tidigare poem en nationell dikt, var ett epos i tidens stil, och visade inflytande från Thomson, Voltaire (Henriaden), möjligen även Fénelon och Milton. Utgångspunkten är Ulrika Eleonoras död, och dikten inleds med en allegorisk skildring av friheten, som sökt skydd hos Ulrika, för vilken hon berättar de öden hon genomgått, varefter Ulrika drömmer en dröm om oenighetens olyckor. Detta allegoriskt didaktiska epos var tillägnat ridderskapet och adeln, och det var Dalins önskan att genom detta erhålla adelskap. Han misslyckades med detta, men sekreta utskottet föreslog, att han skulle få i uppdrag att skriva något nytt verk i svenska historien. I övrigt fortsätter Dalin sin visdiktning och annan produktion av småpoesi (Ängsövisan, Vårvisa, Skatan sitter på kyrkotorn med flera). Om Svenska friheten och Brynilda främst uppskattades i samhällets högre kretsar, hade han däremot glädjen att från skjutsgossar och gatpojkar höra dessa sina lättare visor.

### Svea Rikes historia
Mot mitten av 1740-talet var hans utveckling som skönlitterär författare väsentligen avslutad; han lade inte diktningen åt sidan, men ägnade den endast lediga stunder, oftast framkallad av yttre anledningar. Han skrev främst poesi som sällskapstalang. Däremot ägnade han sig åt författandet av Svea Rikes historia (första delen 1747, andra 1750, tredje 1760–1761), vilken skildrade riket från forntiden, över medeltiden och fram till Gustav Vasa och hans söner. Dalin byggde sin tideräkning på den så kallade vattenminskningsteorin, något som framkallade protester både från prästerligt håll som urpatriotiskt, och förkastade i anslutning till Jacob Wilde den gamla regentlängden från Magog och ställde sig kritisk till den föregående tidens påhittade kronologi, men föll själv stundom offer för falska etymologier. Nationella fördomar präglade också ibland hans skildringar; hans Hävdateckning är – i motsats till Sven Lagerbrings – starkt adelsvänlig. Anders af Botin hävdade att han saknade tillräckliga insikter i historiens juridiska och kamerala element, och riktade därför skarp kritik mot honom.

### Dalin och hovet

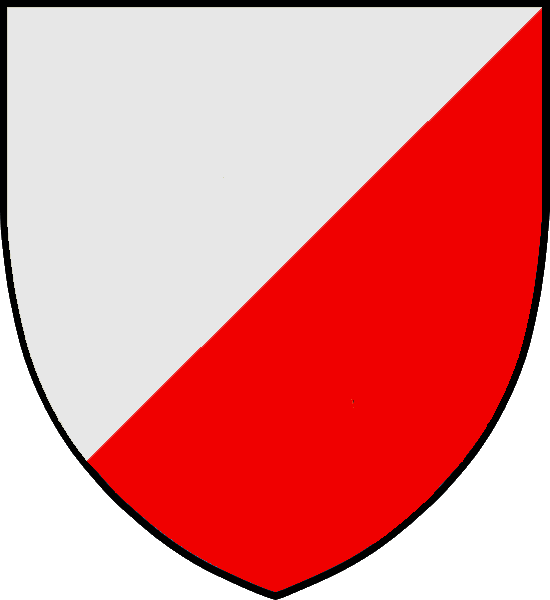
Vapensköld för Olof von Dalin

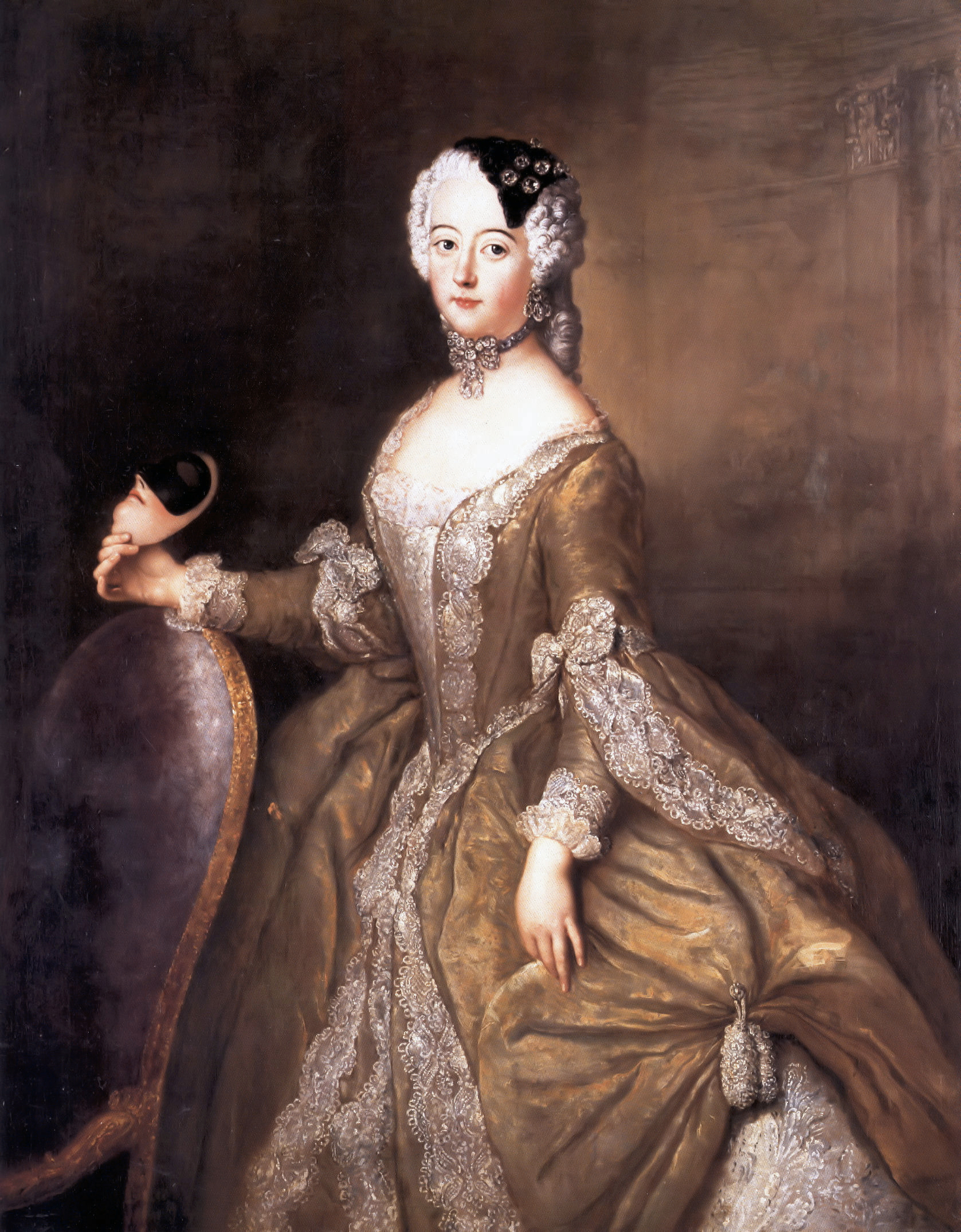
Lovisa Ulrika

År 1750 kom Dalin i beröring med det unga hovet, då Carl Gustaf Tessin anställde honom som kronprins Gustavs lärare. Efter att ha övervunnit Lovisa Ulrikas motvilja mot hans person blev han hennes tillgivne tjänare, en omtyckt lärare för hennes son, kronprins Gustav, sekreterare i hennes vitterhetsakademi och sällskapspoet samt rolighetsminister vid hennes hov. I den sistnämnda rollen var det hans uppgift att organisera hovets underhållning. 1751 blev Dalin adlad, 1753 fick han titel av kansliråd, 1755 blev han rikshistoriograf. Emellertid medförde hans vistelse vid hovet för honom stora faror. 
I ett herdespel, varmed han 1752 firade konungens återkomst från Finland, förekom åtskilliga anspelningar på ständernas alltför stora makt. Bland annat yttrades den önskan att "herren själv måtte få köra de fyra paren". I de så kallade "kalottpredikningarna", som han författade för ett vid hovet inrättat "kalottregemente", vars stormästarinna var drottningen, gycklade han ganska skarpt över den tidens predikosätt och parodierade i ord, åtbörder och röst vissa samtida medlemmar av det högvördiga ståndet, vilket även vid andra tillfällen var föremål för hans satir. Det är klart, att detta skulle väcka misshag. "Kalottpredikningarna" framkallade redan vid 1751–1752 års riksdag en skrapa från prästeståndet till hovet. 
Därtill kom att Dalin 1755 av hovet begagnades för att med en fransk författare, Louis Joseph Plumard de Dangeul, som stod i förbindelse med det franska hovet, underhandla om den svenska konungamaktens utvidgande och att han biträdde konungen med författandet av några alltför bestämda skriftliga yttranden i rådet. Underhandlingarna med Dangeul blev bekanta för vissa maktägande (däribland Anders Johan von Höpken), och Dalin lär till och med ha svävat i fara för sitt liv; 1756 ställdes han till ansvar – dock endast för herdespelet och kalottpredikningarna samt för sitt trots mot Kanslikollegium (han hade inte infört de ändringar kollegiet föreslagit i den nya upplagan av skaldestycket "Svenska friheten"). 
Följden blev att Dalin avlägsnades från hovet samt förbjöds att närma sig de ställen, där kungafamiljen vistades, och dessutom – för kalottpredikningarna – dömdes till böter. Bland de tillflyktsorter som stod honom öppna under förvisningen blev i synnerhet Ängsö (Piperska familjens egendom) och Stenhammars slott (Ribbingska släktens stamgods) kära för hans hjärta. Sin lediga tid använde han för att fortsätta sitt historiska arbete. 1761 upphävdes förvisningsdomen, och han blev åter medlem av hovkretsen. I mars 1763 utnämndes han till hovkansler, och det sades att han även var ämnad att ingå i riksrådet. Döden kom dock emellan.

### Död
Ända sedan år 1734, då Dalin genomgick en svår bröstsjukdom, hade han lidit av andnöd, som mot slutet av hans liv tilltog mer och mer på grund av hans trägna arbete och stillasittande levnadssätt. På våren 1763 tillkom blodspottning. De ständiga resorna ut till hovet på Drottningholm ömsom i kallt och fuktigt blåsväder, ömsom i brännande solhetta försämrade hans tillstånd. Han brydde sig dock inte mycket om sina kroppsliga problem utan fortsatte med sina Drottningholmsresor. Men dagen efter ett besök där i början av augusti angreps han av frossbrytningar, och åtta dagar därefter var han död.
Den 14 augusti begravdes han i Lovö kyrka. Över hans grav lät drottning Lovisa Ulrika uppföra en minnesvård i form av en obelisk, på vilken hon lät inrista följande ord på latin: "Må jorden vila lätt på honom till gengäld för att han med kvickt skämt lättat de konungsliga bekymren."
Dalin lämnade inte efter sig några dagböcker eller andra personliga dokument. När man efter hans död gick igenom hans kvarlåtenskap upptäckte man att han bara ägde ett fåtal böcker. De flesta böcker som fanns i hans rum tillhörde Kungliga biblioteket. Av sin egen rikshistoria ägde han inte något exemplar utan begagnade Kungliga bibliotekets.

## Dalin och eftervärlden
Dalin har en stor betydelse för Sveriges vitterhetshistoria såsom den främste representanten för upplysningstidens äldsta skede (det som i utlandet representeras av män som Christian Thomasius, Ludvig Holberg och Joseph Addison), som målsman för en mera folklig riktning i motsats till den lärda skråandans pedanteri, vidare som på en gång representant för den samtida moralsatiriska prosalitteraturen, för den franskklassiska riktningens drama och epik, för den lättare, rokokofärgade sällskapsdikten och vislyriken och för en populärt hållen hävdateckning i anslutning till främmande förebilder. 
På alla områden var han en nydanare och en folkuppfostrare. Han var i jämförelse med utlandets stormän ingen djup ande eller storslagen personlighet, men säkert är, att Dalin är en av Sveriges förnämsta kulturpersonligheter, att få svenska skriftställare genomfört ett större verk än han och att den närmast följande tidens (till exempel Gustaf Fredrik Gyllenborgs) nedlåtenhet var mycket obefogad. Från honom utgår ej blott den gustavianska tidens allvarliga och satiriska författare; även Bellman ser i honom sin närmaste svenske lärofader.
1764 höll Olof Celsius d.y. i Vetenskapsakademien ett minnestal över Dalin, och 1769 präglade samma akademi över honom en medalj. Den 27 februari 1764 hölls ett åminnelsetal över Olof von Dalin i frimurarlogen Konung Adolph Friedrichs loge. År 1798 slog Svenska akademien en medalj till hans minne, och hans betydelse tecknades samma år i nämnda akademi av Carl Gustaf Nordin (se Svenska akad:s handl. ifrån år 1796, del 2, 1802).

### Originalupplagor
- Then swänska Argus. Stockholm. 1732-1734. Libris 13538404. http://litteraturbanken.se/forfattare/DalinOvon/titlar/ThenSwanskaArgus/info
- Brynilda, eller Den olyckelige kärleken : tragædia i tre öpningar. Stockholm. 1738. Libris 2389093
- Den afwundsiuke : comedie i tre öpningar. Stockholm. 1739. Libris 2389112. https://litteraturbanken.se/forfattare/DalinOvon/titlar/DenAfwundsiuke/sida/1/faksimil?om-boken
- Sagan om hästen. Stockholm: (Nyström. 1740. Libris 11813023. http://urn.kb.se/resolve?urn=urn:nbn:se:umu:rara-400
- Swenska friheten : skalde-dikt i fyra sånger / af O.D. Stockholm. Stockholm: Nyström. 1742. Libris 20423370. http://urn.kb.se/resolve?urn=urn:nbn:se:kb:eod-2428173
- Svea rikes historia ifrån des begynnelse til wåra tider, efter hans kongl. maj :ts nådiga behag på riksens höglofliga ständers åstundan författad af Olof Dalin. =Stockholm. 1-4. 1747-62.=. Stockholm. 1747-1761. Libris 2408593
  -  Del 1, Förste delen, som innehåller hela hedniska tiden. Stockholm, trykt hos Lars Salvius 1747. 1747. Libris 14730464. https://litteraturbanken.se/forfattare/DalinOvon/titlar/SveaRikesHistoria1/sida/VII/faksimil?om-boken
  -  Del 2, Andre delen, som innehåller påfviska tiden. Stockholm, trykt hos Lars Salvius 1750. 1750. Libris 14730458. https://litteraturbanken.se/forfattare/DalinOvon/titlar/SveaRikesHistoria2/sida/IX/faksimil?om-boken
  -  Del 3:1, Tredje delen, första bandet, som innehåller k. Gustafs och k. Eriks tider. Stockholm, tryckt hos direct. Lars Salvius, 1760 och 61. 1760. Libris 14681186. https://litteraturbanken.se/forfattare/DalinOvon/titlar/SveaRikesHistoria3_1/sida/VII/faksimil?om-boken
  -  Del 3:2, Tredje delen, andra bandet, som innehåller k. Johans, k. Sigismunds och k. Carl den IX:des tider. Stockholm, tryckt hos direct. Lars Salvius, 1761 och 62. 1761. Libris 14730460. https://litteraturbanken.se/forfattare/DalinOvon/titlar/SveaRikesHistoria3_2/sida/IX/faksimil?om-boken
- Ord, sungne öfver måltiden, vid deras kongl. majestäters kröning, den 26. nov. 1751 / (O.D.). Stockholm. 1751. Libris 19727889. http://urn.kb.se/resolve?urn=urn:nbn:se:kb:eod-2429459
- Framledne hof-cancellerens och riddarens af kongl. maj:ts nordstjerne-orden herr Olof von Dalins Witterhets-arbeten, i bunden och obunden skrif-art. 1-6. Stockholm. 1767
  -  [Del 1], Första bandet. Libris 2428915
  -  [Del 2], Andra bandet. Libris 2428916
  -  [Del 3], Tredje bandet. Libris 2428917
  -  [Del 4], Fjerde bandet. Libris 2428918
  -  [Del 5], Femte bandet. Libris 2428919
  -  [Del 6], Sjette bandet. Libris 2428920

### Samlade och valda verk
- Valda skrifter. Örebro: Bohlins boktryckeri. 1872. Libris 496214. https://runeberg.org/ovdskrift/ - Utgivare: Elis Wilhelm Lindblad.
- Then swänska Argus. 1-3 / utg. af B. Hesselman och M. Lamm. Svenska författare utgivna av Svenska vitterhetssamfundet, 0346-7864 ; 1. Stockholm: Bonnier. 1910-1919. Libris 7732
  -  Del 1. Svenska författare utgivna af Svenska vitterhetssamfundet ; I. 2016[1910]. Libris 19363226. ISBN 9789176112144. https://litteraturbanken.se/forfattare/DalinOvon/titlar/ThenSwanskaArgus1/sida/-2/faksimil?om-boken
  -  Del 2. Svenska författare utgivna af Svenska vitterhetssamfundet ; I. 2016[1914]. Libris 19363143. ISBN 9789176112151. https://litteraturbanken.se/forfattare/DalinOvon/titlar/ThenSwanskaArgus2/sida/-4/faksimil?om-boken
  -  Del 3, Inledning och kommentar samt ordlista. 1919. Libris 18151300. https://litteraturbanken.se/forfattare/DalinOvon/titlar/ThenSwanskaArgus3/sida/-18/faksimil?om-boken

### Samlade skrifter 2008—
- 1:1, 2:1,  Swenska Friheten ; Kommentar till Swenska friheten / utgiven av Ingemar Carlsson och Gun Carlsson. Svenska författare utgivna av Svenska vitterhetssamfundet, 0346-7864 ; 26 Samlade skrifter ; 1:1, 2:1. Stockholm: Svenska Vitterhetssamfundet. 2010. Libris 12092436. ISBN 978-91-7230-154-2
- 2,  Poesi / utgiven av Ingemar Carlsson, James Massengale, Gun Carlsson och Barbro Ståhle Sjönell. Svenska författare utgivna av Svenska vitterhetssamfundet, [0346-7864] ; 26. Stockholm: Svenska vitterhetssamfundet. 2017. Libris 22281131. ISBN 9789172301856. https://litteraturbanken.se/f%C3%B6rfattare/DalinOvon/titlar/SamladeSkrifter1_2/sida/III/faksimil
- 2:2,  Kommentar till poesi / av Ingemar Carlsson, James Massengale, Gun Carlsson och Barbro Ståhle Sjönell. Svenska författare utgivna av Svenska vitterhetssamfundet, [0346-7864] ; 26 :2. Stockholm: Svenska vitterhetssamfundet. 2018. Libris v4577q4gsffkgt13. ISBN 9789172301863. https://litteraturbanken.se/f%C3%B6rfattare/DalinOvon/titlar/SamladeSkrifter2_2/sida/III/faksimil
- 3,  Dramatik / utgiven av Ingemar Carlsson .... Svenska författare utgivna av Svenska vitterhetssamfundet, 0346-7864 ; 26 Samlade skrifter ; 3. Stockholm: Svenska vitterhetssamfundet. 2008. Libris 11215123. ISBN 9789172301436 - Innehåll: Den afwundsiuke. Comedie i tre öpningar ; Brynhilda, eller Den olyckelige kärleken ; Catos död ; Herde-spel. I en öpning ; Herde-spel. I tre öpningar ; Scène med marionetter wid Ulricsdal ; Möte af Flora, Mälaren och en Zephir ; Den afwundsiuke. Skådespel i tre öpningar.
- 4, Carlsson, Ingemar; Massengale, James (2009). Kommentar till dramatik. Svenska författare utgivna av Svenska vitterhetssamfundet, 0346-7864 ; 26 Samlade skrifter ; 4. Stockholm: Svenska vitterhetssamfundet. Libris 11783226. ISBN 9789172301504
- 7,  Brev, skrivelser m.m. / utgivna av Ingemar Carlsson, James Massengale och Gun Carlsson. Svenska författare utgivna av Svenska vitterhetssamfundet, 0346-7864 ; 26 Samlade skrifter ; 7. Stockholm: Svenska vitterhetssamfundet. 2013. Libris 18150742. ISBN 978-91-7230-167-2. http://litteraturbanken.se/forfattare/DalinOvon/titlar/SamladeSkrifter7/info
- 8,  Kommentarer till Brev, skrivelser m.m / av Ingemar Carlsson, James Massengale och Gun Carlsson. Svenska författare utgivna av Svenska Vitterhetssamfundet, 0346-7864 ; 26 Samlade skrifter ; 8. Stockholm: Svenska Vitterhetssamfundet. 2014. Libris 16627935. ISBN 978-91-7230-168-9